# Ger Ackermans
Ger Ackermans (1946) is een Nederlands radio- en televisiejournalist. Hij is vrijwel zijn hele werkzame leven in dienst geweest van de VARA waarvoor hij een aantal politieke programma's redigeerde.
Ackermans werkte in de jaren zeventig voor het radioprogramma In de Rooie Haan, waarin de politieke tegenstellingen van die tijd scherp tot uiting kwamen. Daarna was hij eindredacteur van Achter het Nieuws. Ger Ackermans heeft veel bijgedragen aan de ontwikkeling van Paul Witteman als solo-presentator. Hij was de man achter de talkshows Met Witteman (1991-1993), De Ronde van Witteman (1993-1996) en B&W, waarin een maatschappelijk probleem aan de hand van een zorgvuldig uitgewerkt draaiboek voor een groot publiek werd verduidelijkt.
Vanaf 1999 was Ger Ackermans hoofd informatie van de VARA-radio en -televisie. In die functie kreeg hij in 2000 te maken met de poging van VARA-voorzitter Vera Keur om met de VARA een commerciële weg in te slaan. In 2006 nam hij als 60-jarige afscheid van de VARA. Twee jaar later kwam hij daar terug als ad interim hoofd informatieve programma's.